# Helgoländer Felswatt
Koordinaten: 54° 11′ 10,4″ N, 7° 52′ 18,9″ O

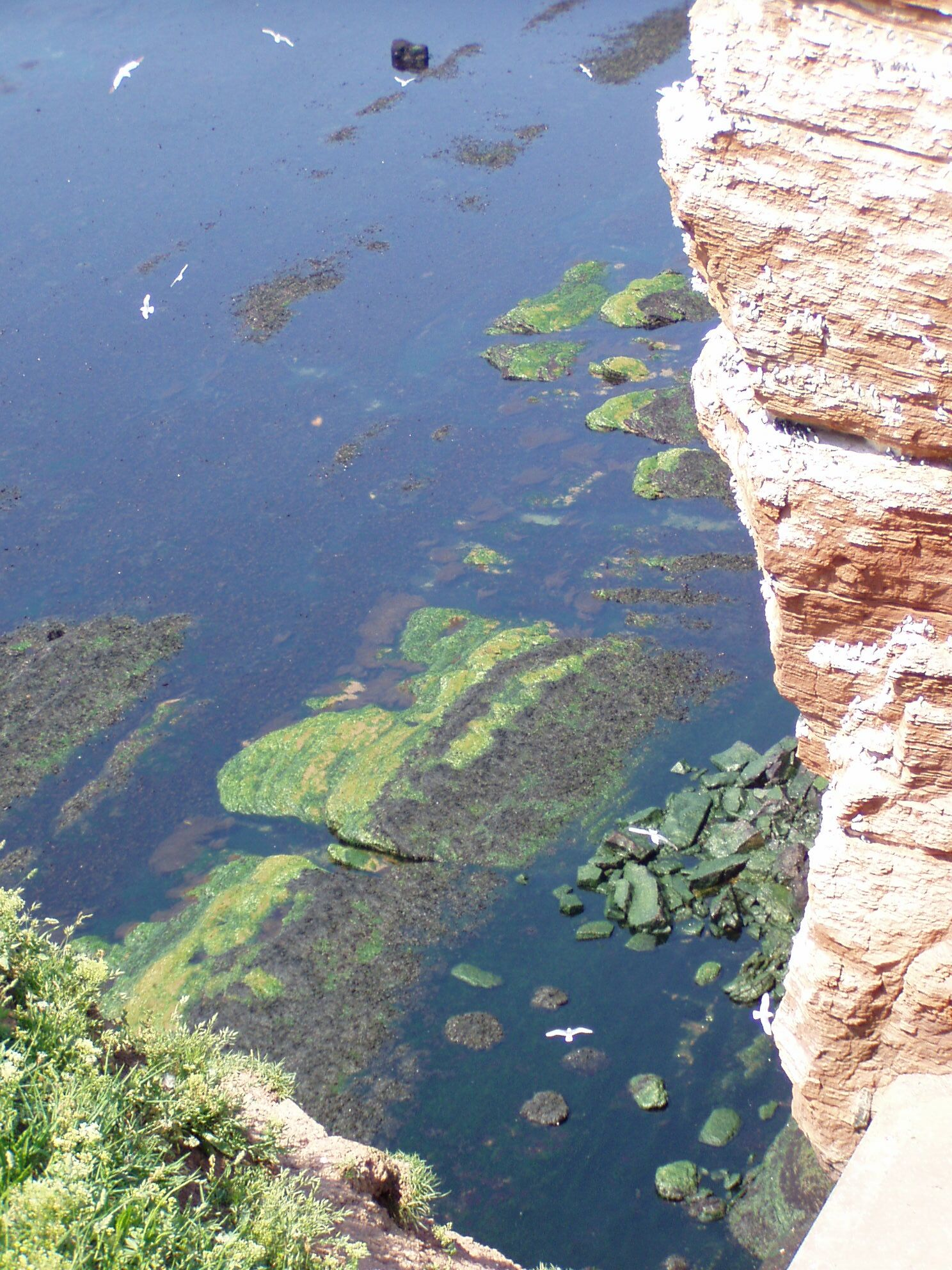
Felsschorre vor Helgoland, Teil des Felswatts

Das Helgoländer Felswatt mit der dazugehörigen „Unterwasserwelt“ gehört zum Naturschutzgebiet Helgoländer Felssockel und ist das einzige Habitat seiner Art in Deutschland. Es liegt westlich und nördlich von Helgoland. Es fällt bei Niedrigwasser trocken. Der durchschnittliche Tidenhub beträgt hier 2,30 Meter. Das Felswatt ist im Laufe von Jahrhunderten durch allmähliche Erosion des Kliffs der Felseninsel entstanden.

## Flora und Fauna
Die im Felswatt vorkommenden Tier- und Pflanzenwelt hat sich dem Wechsel der Gezeiten angepasst. Dieser in Deutschland außergewöhnliche Lebensraum bietet einer vielfältigen Lebewelt, bestehend aus Algen, wirbellosen Tieren, und Fischen ein Zuhause. In einer 1984 durchgeführten Untersuchung der Makrofauna wurden 172 Arten gezählt. Ferner wurde festgestellt, dass die Artenvielfalt von der oberen Gezeitenzone (oberes Litoral) zum nur während einer Springebbe kurzzeitig trockenliegenden Bereich des Watts (oberes Sublitoral) von 23 auf 133 zunimmt.
Die reichen Algenvorkommen sind für die Deutsche Bucht einzigartig, da Helgoland als einzige Felseninsel ein ausgeprägtes Felswatt und Laminaria-Tangwälder aufweist. In der „Unterwasserwelt“ leben unter anderen Hydroidpolypen, Moostierchen, Seeanemonen, Seepocken sowie Asselspinnen, Flohkrebse, und Seeigel. In den vorhandenen Felshöhlen leben Strandkrabben und Taschenkrebse.
Eine Besonderheit ist der sogenannte „Helgoländer Hummer“, bei dem es sich um den Europäischen Hummer (Homarus gammarus) handelt, der in der Nordsee aber nur vor Helgoland in einem größeren Bestand vorkommt. Um dessen Aussterben an diesem Standort zu verhindern, werden Helgoländer Hummer in der Biologischen Anstalt Helgoland am Helgoländer Fährhafen in einem Wiederaufstockungsprogramm gezüchtet und ausgesetzt. Fischarten im Felswatt, deren Bestand gefährdet ist, sind zum Beispiel der Klippenbarsch und der Nagelrochen.